# Srednja strojna šola Novo mesto
Srednja strojna šola Novo mesto je organizacijska enota Šolskega centra Novo mesto z največjim številom izobraževalnih programov na Šolskem centru. Trenutni ravnatelj je Sebastijan Brežnjak.

## Izobraževalni programi
- Srednje strokovno izobraževanje (4 leta)
  - strojni tehnik
  - tehnik mehatronike

- Srednje poklicno izobraževanje (3 leta) 
  - avtoserviser
  - avtokaroserist
  - mehatronik operater
  - inštalater strojnih inštalacij
  - oblikovalec kovin-orodjar
  - strojni mehanik
  - Programi se izvajajo v šolski in vajeniški obliki.

- Poklicno tehniško izobraževanje (2 leti). Namenjeno je vsem, ki končajo srednje poklicno izobraževanje, zato ga pogosto imenujemo tudi program 3+2.
  - strojni tehnik PTI
  - avtoservisni tehnik PTI

- Pomočnik v tehnoloških procesih (2 leti)